# Dada Data

Dada Data est un web-documentaire interactif franco-canado-suisse créé en hommage au centenaire du mouvement dada par Anita Hugi et David Dufresne.

## L'expérience
Dada Data a été mis en ligne le 5 février 2016, pour le centenaire de la naissance du mouvement Dada. Ce documentaire souhaite être un « projet digital à la mesure de l’esprit dadaïste »,. L'une des « hacktions » les plus célèbres est le Dada-Block, une extension pour navigateurs modernes qui remplace les publicités par des œuvres ou des slogans Dada. On retrouve le Greil Marcus dans la partie anti-musée, pour un entretien aléatoire autour du mouvement Dada qu'il a décrit dans son ouvrage majeur Lipstick Traces.
La coréalisatrice Anita Hugi évoque les Gafa (Google, Amazon, Facebook, Amazon) comme une source de contre-inspiration pour leur projet.
En mars 2016, un « hackathon Dada Data » réunira une centaine de personnes au Cabaret Voltaire (Zurich, Suisse),,. Cette rencontre sera suivie par un atelier au Japon en septembre 2016, un à Bucarest (Roumanie), un autre à Paris en octobre 2016 et un dernier au Festival du nouveau cinéma de Montréal.
Parallèlement, Dada-Data propose une installation interactive et itinérante, intitulée La Garde, qui se présente comme une invitation à s’immerger dans sa propre identité numérique. Directement inspiré l'Esprit de Dada Berlin, contestataire, La Garde met en scène le travail de l'artiste suisse Sophie Taeuber Arp, qui fut à l’origine du mouvement Dada de Zurich.

## Production
Dada-Data, une co-production internationale de la SRG-SSR, Arte, Docmine, Pro Helvetia. Son budget avoisine les 240 000 euros[réf. nécessaire]. 

## Prix reçus en 2016
- Grimme OnLine Award Meilleur programme Information & Culture (Allemagne)[13]
- Lovie Awards - « Meilleur design »[14]
- Numix Meilleure production numérique
- Site du jour - 29 mars 2016 FWA[15]